# Koen Wouterse
Koen Wouterse (Arnhem, 10 april 1979) is een Nederlands acteur.
Wouterse volgde de Toneelschool in Arnhem. Hij speelde als freelance acteur rollen bij het Noord Nederlands Toneel en Toneelgroep Amsterdam en trad op in verschillende films en televisieseries. In de serie Waltz speelde hij Enrico Waltz.
Hij is de zoon van acteur Jack Wouterse en werkte van zijn tweede tot zijn twaalfde in diens circus Fiasco.
In 2009 richtte hij samen met Yorick Zwart, Niels Croiset en Jef Hoogmartens het theatercollectief Nachtgasten op, gestoeld op improvisatie. Dit gezelschap speelde tot 2017 tournees door heel Nederland.
In 2015 richtte Wouterse samen met actrice (en zijn vrouw) Anne Rats en Yorick Zwart het gezelschap De Stokerij op, in Schiedam. In 2016 maakte dit gezelschap haar debuut met de voorstelling HAMLET, sinds dat moment maakt De Stokerij ongeveer drie nieuwe voorstellingen per jaar.
Sinds 2020 is Wouterse samen met Rats artistiek leider/regisseur van De Stokerij en is hij als freelancer werkzaam als acteur/regisseur/docent in zowel theater als voor film en televisie.

## Theater
- 2003-2008: Gespeeld bij meerdere theatergezelschappen waaronder meerdere grotezaalvoorstellingen bij het NNT, TGA, en het RO Theater
- 2009: Fight Club, Urban Myth (Jörgen  Tjong a Fong)
- 2009: Do the right thing, Urban Myth (Jörgen Tjong a Fong)
- 2009: Othello, Tryater (Sjoeke Marijke Warrendal)
- 2009-2012: Titus Andronicus, Siberia (Floris van Delft)
- 2010: Thaiboxverdriet, Toneelmakerij (Liesbeth Coltof)
- 2010: Diplodocus Dex, Tryater (Ira Judkovskaja)
- 2012: Het Jaar van de Schlager, Berg&Bos (Jeroen van den Berg)
- 2012: Prinses van Tuig en Richel, Siberia (Jolanda Spoel)
- 2013-2014: De Activist, Barakoeda (Wannie de Wijn)
- 2015: Midzomernachtsdroom, Peergroup (Koos Terpstra)
- 2017: Kiwi (herneming), De Stokerij (Fred Goessens)

## Regie
- Hamlet, De Stokerij - 2016
- Oh Ja Joh Hoezo Dan 1 (verhalen uit de stad), De Stokerij - 2017
- Kleine Sofie en Lange Wapper, De Stokerij - 2017
- De Heksen (naar Roald Dahl), De Stokerij - 2018
- Dusty Mixedfeelings, De Stokerij - 2019
- De Kleine Prins(es), De Stokerij - 2019
- Oh Ja Joh Corona, De Stokerij - 2020
- Oorlog: Wat zou je doen als het hier was (jeugd), De Stokerij - 2021
- KONING, De Stokerij - 2021
- De Familie, De Stokerij - 2025

## Filmografie

### Films
- Stuff (NTR Kort, 2017) - Wouter
- Hotel de Grote L (2017) - Hotelgast
- Heraut (2011) - Ivar
- ID A (2011)
- Blijf (2009) - John
- Julia's hart (2008) - David
- Hunting en zonen (2008) - Man in de kroeg
- The Making Of (2007)
- Iris (2006)
- Gras is groen (2006)
- Leef! (2005) - Joeri
- Koen! (2004)
- Deining (2004) - Jan
- Stille Nacht (2004) - Dronken Student
- De Dominee (2003)

### Televisie
- Flikken Maastricht (2018, seizoen 13, afl. 4 Jongens) - Servaas Mertens
- De Fractie (2016) - Vriend Michaël
- Dokter Tinus (2015) - Korporaal Bomans
- Danni Lowinski (2015) - Chris
- Eileen (2014) - Koos
- Van God Los (2011, seizoen 1, afl. 1 Spookbeeld) - Mitchell
- Flikken Maastricht (2011, afl. Inkom) - Jos
- Spoorloos verdwenen (2008, seizoen 3, afl. 7 De verdwenen stagiaire) - Jasper Leenders
- Co-assisent (2008, seizoen 1, afl. 11 Keuzes) - Mathijs
- Waltz (2006) - Enrico Waltz
- Kinderen geen bezwaar (2006, seizoen 3, afl. 4 De  L .. L ..  Leesbril) - Bennie
- Grijpstra & De Gier (2005, seizoen 3, afl. 7 Onthechting) - Appie
- De Band (2005, seizoen 2, afl. 11) - Bas